# Соціалістичний робітничий інтернаціонал
Соціалістичний робітничий інтернаціонал — міжнародне об'єднання соціал-демократичних партій, що існувало 1923–1940 роках. Був створений унаслідок об'єднання правосоціалістичного Бернського Інтернаціоналу та Віденського Інтернаціоналу.
Соціалістичний робітничий інтернаціонал стояв на антикомуністичних, антирадянських та — на точку зору СРСР -реформістських позиціях. Відкидав політику єдиного робітничого фронту, відхиляв пропозиції Комуністичного Інтернаціоналу про співробітництво і спільні дії, зокрема в боротьбі проти фашизму і розв'язуванні 2-ї світової війни. Радянські істрорики вважають, що внаслідок цього в середині 1930-х років Соціалістичний робітничий інтернаціонал зазнав кризи, почав розпадатися й навесні 1940 року, після окупації гітлерівцями Брюсселя, де з 1935 містилася його штаб-квартира, остаточно припинив діяльність.

## Конгреси
| Конгрес     | Місце проведення   | Дата                      | Інша інформація |
| ----------- | ------------------ | ------------------------- | --------------- |
| Перший      | Гамбург, Німеччина | 21-25 травня, 1923        |                 |
| Другий      | Марсель, Франція   | 22-27 серпня, 1925        |                 |
| Третій      | Брюссель, Бельгія  | 5-11 серпня, 1928         |                 |
| Четвертий   | Відень, Австрія    | 25 липня - 1 серпня, 1931 |                 |
| Конференція | Париж, Франція     | 21-25 серпня, 1933        |                 |

## Список партій-членів
| Держава           | Держава             | Партія                                                                     | Роки членства        | Представники у виконкомі |
| ----------------- | ------------------- | -------------------------------------------------------------------------- | -------------------- | --- |
| Аргентина         | Аргентина           | Соціалістична партія (Аргентина)                                           | 1924–1940            | Etchegoin (Березень1925 — Серпень1927), Bernardo B. Delom (Серпень 1928 — Лютий 1934), Rondani s (Лютий1934 — 1940) |
|                   | Вірменія            | Вірменська революційна федерація Дашнакцутюн                               | 1923–1940            | Varandian (Травень 1923 — Березень 1925, from 1924 shared seat with Kaplansky, Липень 1933 — Квітень 1934), Archak Izakchjan (Березень 1925 — Липень 1933), Setrak Sassuni (Квітень 1934 — Грудень 1936), Vahan Champarzumian s (Грудень 1936—1939), Hrand Samuelian (1939—1940) |
| Австрія           | Австрія             | Соціал-демократична робітнича парія Австрії                                | 1923–1940            | Отто Бауер b (Травень 1923 — Липень 1938), Ferdinand Skaret (Травень 1923 — Жовтень 1931), Danneberg (Жовтень 1931 — Грудень 1935), Карл Зейц (Жовтень 1931 — Грудень 1935), Franz Korac (Грудень 1935—1938), Joseph Buttinger (1939/1940, under the pseudonym 'Gustav Richter') |
| Австрія           | Австрія             | Чехословацька соціал-демократична робітнича партія австрійської республіки | 1923–1940            | Alois Wawrousek (Серпень1925 — 1937) |
| Бельгія           | Бельгія             | Бельгійська робітнича партія                                               | 1923–1940            | Louis de Brouckère (Травень 1923 — Травень 1939, b Серпень1935-), Еміль Вандервельде b (Травень 1923 — Червень 1925, November 1927 — Березень1935, Лютий1937 — Грудень 1938), Joseph van Roosbroeck (Червень 1927—1940, became the treasurer of LSI in November 1927), Huysmans (Серпень1931 — 1940), Désiré Bouchery (Березень1935 — Червень 1936), Arthur Wauters (Серпень1935 — Лютий1937), Jean Delvigne (Червень 1936—1937, b Вересень 1936-), Max Buset (1937—1940), Achille Delattre (1938—1940)                                                                         |
| Британська Гвіана | Британська Гвіана   | Британський гвіанський робітничий союз                                     | 1924–1940            | |
| Болгарія          | Болгарія            | Болгарська соціал-демократична робітнича партія (тісні соціалісти)         | 1923–1940            | Янко Саказов (Травень 1923—1940, until Серпень 1925 seat shared with Topalović) |
| Республіка Китай  | Китай               | Соціал-демократична партія Китаю                                           | 1920-ті              | |
| Чехословаччина    | Чехословаччина      | Чехословацька соціал-демократчина робітнича партія                         | 1923–1938            | Antonín Němec (Травень 1924 — Серпень1925), František Soukup (Серпень1925 — Вересень 1938, b 1932-), Leo Winter (Серпень1931 — Серпень1935), Josef Stivín (Серпень1935 — Вересень 1938), Gustav Winter (1937—1938) |
| Чехословаччина    | Чехословаччина      | Німецька соціал-демократична робітнича партія в Чехословацькій республіці  | 1923–1938            | Czech (Травень 1923 — Лютий1930), Taub (Лютий1930 — 1938), Jaksch (1939—1940) |
| Чехословаччина    | Чехословаччина      | Hungarian-German Social Democratic Party                                   | 1923–1926            | |
| Чехословаччина    | Чехословаччина      | Polish Socialist Workers Party                                             | 1923–1938            | Chobot (1931-, shared seat with Kowoll) |
| Чехословаччина    | Чехословаччина      | Соціал-демократична партіяin Subcarpathian Rus'                            | 1923–1930            | |
| Чехословаччина    | Чехословаччина      | Socialist Association                                                      | 1923–1925            | |
| Данія             | Denmark             | Social Democratic Federation                                               | 1923–1940            | Торвальд Стаунінг (Травень 1923 — Квітень 1924, січень 1927 — Травень 1929), Carl F. Madsen (Травень 1923 — Жовтень 1928), Andersen (Квітень 1924 — January 1927, Травень 1929 — November 1935), Vilh. Nygaard (Жовтень 1928 — Грудень 1936), Ганс Гедтофт (November 1935—1940, b Травень 1936-), Jensen (Лютий1938 — 1940) |
| Естонія           | Естонія             | Естонська соціалістична робітнича партія                                   | 1923–1940            | Аугуст Рей (Лютий 1931 — листопад 1932, Грудень 1933—1937) |
| Фінляндія         | Фінляндія           | Соціал-демократична партія                                                 | 1923–1940            | Wiik (Травень 1923—1938), Jaakko William Keto b (1939—1940) |
| Франція           | Франція             | Французька секція робітничого інтернаціоналу                               | 1923–1940            | Alexandre Bracke b (Травень 1923 — Травень 1936), Longuet (Травень 1923—1939), Pierre Renaudel (Серпень1925 — Червень 1929, Липень 1930 — November 1933), Леон Блюм (Червень 1929 — Липень 1930, Травень 1934 — Травень 1936, b Червень 1939—1940), Jean-Baptiste Sévérac (November 1936—1940), Jean Zyromski (-November 1936), Marceau Pivert (1938), Salomon Grumbach (1939—1940) |
|                   | Вільне місто Данціг | Соціал-демократична партія Вільного міста Данціг                           | 1923–1936            | Brill (January 1929—1936, Липень 1931- seat shared with Kowoll) |
| Німеччина         | Німеччина           | Соціал-демократична партія Німеччини                                       | 1923–1940            | Artur Crispien (Травень 1923 — Травень 1926), Герман Мюллер (Травень 1923 — Червень 1928, Лютий1931 — Березень1931), Отто Велс b (Травень 1923-Summer of 1938), Johannes Stelling (Червень 1928 — Лютий1931, Summer of 1938), Vogel (1931—1938), Рудольф Гільфердінг (Травень 1936—1937, 1939/1940), |
|                   | Грузія              | Соціал-демократична робітнича партія Грузії                                | 1923–1940            | Іраклій Церетелі (Травень 1923 — Липень 1929), Constantin Gvardjaladze (Липень 1929—1940) |
| Велика Британія   | Велика Британія     | Робітнича партія                                                           | 1923–1940            | Артур Гендерсон (b Травень 1923 — January 1924, Лютий 1925 — Липень 1929, b Серпень1925-), Джеймс Рамсей Макдональд (Травень 1923 — January 1924), James Henry Thomas (Травень 1923 — January 1924), Harry Gosling (Травень 1923 — January 1924, Treasurer of LSI), Cameron (January 1924 — Лютий1925), Cramp (January 1924 — Жовтень 1925, b Липень 1925 -), William Gillies (Липень 1929—1940, b Травень 1930-), Joseph Compton (Жовтень 1929 — January 1937), George Dallas (Жовтень 1936—1940), Hugh Dalton (Жовтень 1936—1940), Arthur Jenkins (January 1937-late c. 1937) |
| Велика Британія   | Велика Британія     | Незалежна робітнича партія                                                 | 1923–1933            | Wallhead (Лютий1924 — Серпень1925, Treasurer of LSI), Clifford Allen (January 1924 — November 1927), Fenner Brockway (November 1927 — November 1932) |
| Греція            | Греція              | Соціалістична партія Греції                                                | 1923–1931, 1933      | |
| Угорщина          | Угорщина            | Угорська соціал-демократична партія                                        | 1923–1940            | Дюла Пейдль (Лютий1924 — Жовтень 1928), Ernö Garami (Травень 1930 — Березень1931), Emanuel Buchinger (Березень1931 — 1940) |
| Угорщина          | Угорщина            | ''Világosság'' соціалістична емігрантська група                            | 1923–1940            | Vilmos Böhm (Серпень1931 — 1940) |
|                   | Ісландія            | Соціал-демократична партія                                                 | 1926–1940            | |
| Італія            | Italy               | United Socialist Party of Italian Workers                                  | 1922–1930            | Giuseppe Emanuele Modigliani b (Травень 1923—1938), Treves (Травень 1923 — Липень 1930, Серпень1931 — Червень 1933), Nenni (Липень 1930—1940), Franco Clerici (Червень 1933 — Березень1934) |
| Італія            | Italy               | Italian Socialist Party                                                    | 1930–1940            | Giuseppe Emanuele Modigliani b (Травень 1923—1938), Treves (Травень 1923 — Липень 1930, Серпень1931 — Червень 1933), Nenni (Липень 1930—1940), Franco Clerici (Червень 1933 — Березень1934) |
| Латвія            | Латвія              | Латвійська соціал-демократична партія                                      | 1923–1940            | Fēlikss Cielēns (Травень 1923 — Квітень 1924, Лютий1928 — Квітень 1932, 1938—1940), Kalniņš (Квітень 1924 — Лютий1928), Fricis Menders (Квітень 1932—1938) |
| Литва             | Литва               | Литовська соціал-демократична партія                                       | 1923–1940            | Степонас Кайрис (листопад 1931 — листопад 1934) |
| Люксембург        | Люксембург          | Робітнича партія Люксембургу                                               | 1923–1940            | Jean Fohrman (Лютий1936 — 1939), Alphonse Hummer (1939—1940) |
| Нідерланди        | Нідерланди          | Соціал-демократична партія                                                 | 1923–1940            | Troelstra b (Травень 1923 — Травень 1925), Willem Hubert Vliegen b (Травень 1925—1930), Florentinus Marinus Wibaut (Серпень1925 — Квітень 1935), Albarda b (Квітень 1930 — Серпень1939), Vorrink (Квітень 1935—1940) |
| Норвегія          | Норвегія            | Соціал-демократична партія Норвегії                                        | 1923–1927            | Nilssen (Травень 1923 — January 1927) |
| Норвегія          | Норвегія            | Норвезька робітнича партія                                                 | 1938–1940            | Tranmæl (1939/1940), Gerhardsen (1939—1940) |
|                   | Палестина           | Поалей Ціон                                                                | 1923–1930            | Kaplansky (shared seat with Varandian Травень 1923 — Червень 1924, 1925—1940) |
|                   | Палестина           | Мапай                                                                      | 1930–1940            | Kaplansky (shared seat with Varandian Травень 1923 — Червень 1924, 1925—1940) |
| Польща            | Польща              | Польська соціалістична партія                                              | 1923–1940            | Herman Diamand (Травень 1923 — Лютий1931), Niedziałkowski (Серпень1925 — 1940), Герман Ліберман (1931—1940, b1932-) |
| Польща            | Польща              | Німецька соціалістична робітнича партія Польщі                             | 1923–1940            | Johann Kowoll (January 1929 — Червень 1936, 1929 — Липень 1931 seat shared with Brill, Липень 1931- seat shared with Chobot), Emil Zerbe (Червень 1936—1940) |
| Польща            | Польща              | Незалежна соціалістична робітнича партія                                   | 1923–1933            | Drobner (Травень 1923 — Червень 1928), Kruk (Червень 1928 — October), both shared their seat with Topalović |
| Польща            | Польща              | Бунд                                                                       | 1930–1940            | Henryk Erlich (Грудень 1930—1940) |
| Польща            | Польща              | Українська соціалістично-радикальна партія                                 | 1931–1940            | Стахів Матвій Миколайович (Серпень1931 — 1940) |
| Португалія        | Португалія          | Португальська соціалістична партія                                         | 1925–1933            | |
| Румунія           | Румунія             | Румунська соціал-демократична партія                                       | 1923–1940            | Şerban Voinea (Травень 1923 — Грудень 1923), Iacob Pistiner (Травень 1923 — Серпень1930), Gheorghe Grigorovici (January 1931 — Травень 1933), Ilie Moscovici (Травень 1933—1940) |
| Росія             | Росія               | Російська соціал-демократична робітнича партія (меншовиків)                | 1923–1940            | Raphael Abramovitch b (Травень 1923—1940) |
| Росія             | Росія               | Партія соціалістів-революціонерів                                          | 1923–1940            | Vassilij V. Suchomlin (Травень 1923 — Травень 1930), Chernov (Травень 1923—1940) |
| Іспанія           | Іспанія             | Іспанська соціалістична робітнича партія                                   | 1923–1940            | Besteiro (Травень 1924 — Жовтень 1932), Франсиско Ларго Кабальєро (Жовтень 1932 — November 1932, Вересень 1933 — Вересень 1936), Remigio Cabello (November 1932 — Вересень 1933), Fernando de los Ríos (Вересень 1933—1937), Manuel Cordero (Вересень 1933—1938) |
| Швеція            | Швеція              | Соціал-демократична партія Швеції                                          | 1923–1940            | Карл Брантінг b (Травень 1923 — Жовтень 1924), Möller (Травень 1923 — Жовтень 1924, b Липень 1929 — Вересень 1932), Arthur Engberg (Жовтень 1924 — Липень 1926), Rickard Lindström (Жовтень 1924 — Липень 1926, b Вересень 1932—1940), Пер Альбін Ганссон (Липень 1926 — Вересень 1932), Höglund (Вересень 1932—1940) |
| Швейцарія         | Швейцарія           | Соціал-демократична партія Швейцарії                                       | 1927–1940            | Grimm (January 1927—1940, b Серпень1935-) |
| Туреччина         | Туреччина           | Незалежна соціалістична партія                                             |                      | |
| Україна           | Україна             | Українська соціал-демократична робітнича партія                            | 1923–1940            | Безпалко Йосип Іванович (червень 1924 — лютий 1929), Феденко Панас Васильович (лютий 1929—1938) |
| Уругвай           | Уругвай             | Соціалістична партія Уругваю                                               | 1932–1940            | |
| США               | США                 | Соціалістична партія Америки                                               | 1923–1940            | Berger (Травень 1923 — Серпень1929), Hillquit (Травень 1923 — Жовтень 1933), Thomas (Грудень 1932—1940), Oneal (November 1933 — Жовтень 1935), Devere Allen (Жовтень 1935—1936) |
|                   | Югославія           | Соціалістична партія Югославії                                             | 1923–1929, 1934—1940 | Topalović (Травень 1923 — January 1929, until Серпень1925 seat shared with Sakazov, Серпень1925 — Червень 1928 seat shared with Drobner, Червень 1928- seat shared with Kruk) |

b = Члени бюро
Непартійні члени: Міжнародна жіноча комісія: Adelheid Popp (Лютий1924 — Вересень 1935), Alice Pels (Вересень 1935—1940)
Соціалістичний молодіжний інтернаціонал: Karl Heinz (Лютий1924 — Жовтень 1932), Erich Ollenhauer (Жовтень 1932—1940)
Source:

## Джерело
- Робітничий і соціалістичний рухи. Комуністичний рух